# Karin Ann

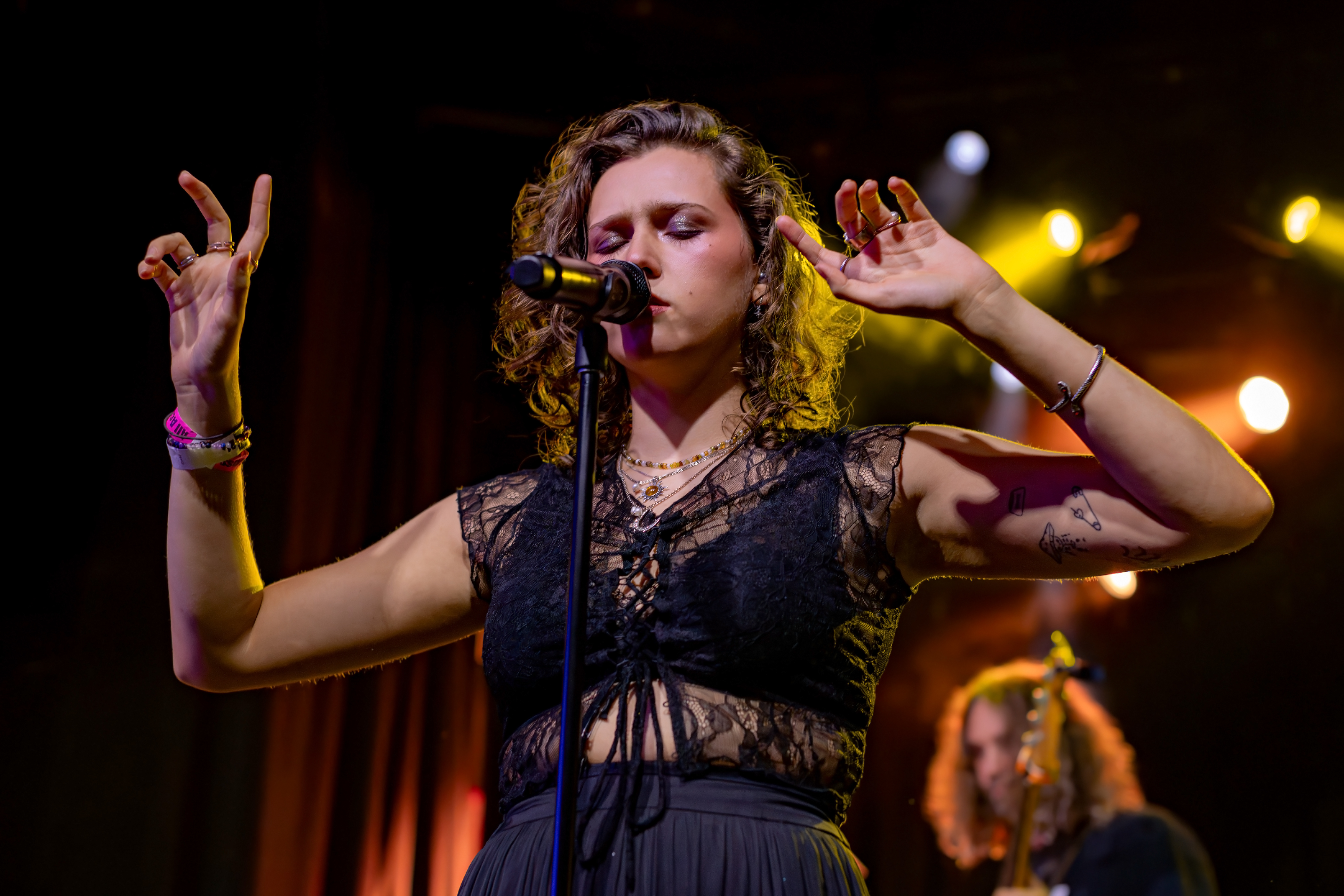
Karin Ann (2024)

Karin Ann (* 10. Mai 2002) ist eine slowakische Sängerin mit tschechischen Wurzeln.

## Karriere
Nachdem sie bereits im Alter von 14 Jahren ihre ersten eigenen Songs schrieb, veröffentlichte Karin Ann ab 2020 in Kooperation mit den slowakischen Sänger und Produzenten Tomi Popovič ihre ersten eigenen Songs. Ihre ersten Erfolge konnte sie dabei mit der Singe 3AM feiern. Bei dem Song handelt es sich um ihre erste englischsprachige Single und sie behandelt in der Single persönliche und gesellschaftliche Missstände. Mit der Single konnte in der 43. Kalenderwoche des Jahres 2020 mit dem 62. Platz in die tschechischen Radio TOP 100 einsteigen. Ihren Peak erreichte die Single eine Woche später mit dem 54. Platz und insgesamt blieb sie 7 Wochen in den Charts. In der Folge arbeitete sie zudem mit den britisch-israelischen DJ und Produzenten Matt Schwartz zusammen. Im darauffolgenden Jahr veröffentlichte sie mit Lonely Together ihre Debüt-EP, auf welcher auch die Single 3AM enthalten ist.
Die Single we’re friends, right? veröffentlichte Karin Ann noch im selben Jahr. Auch mit dieser Single schaffte sie es in die tschechischen Radio TOP 100. Die Single war insgesamt sechs Wochen platziert und hatte ihren Peak in der 2. Kalenderwoche des Jahres 2022. Zudem schaffte es die Single auch eine Woche lang in die slowakischen Singles Digital TOP 100 und belegte dabei den 30. Platz. Im Februar 2022 veröffentlichte sie dann mit Side Effects of Being Human erneut eine Extended Play, in welcher zum Beispiel die Single we’re friends, right? enthalten war. Ferner war sie im selben Jahr auch als Line Up von Alfie Templeman und Imagine Dragons aktiv.